# Championnat de France de rugby à XV 1926-1927
Navigation
1925-1926 1927-1928

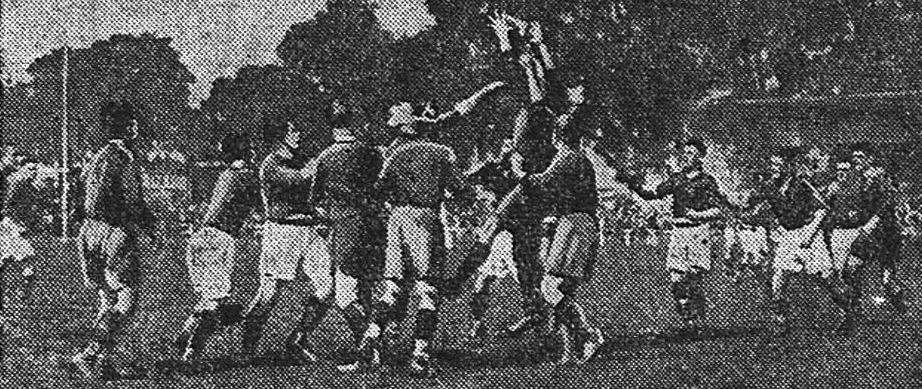
Finale du championnat 1927, une touche disputée en finale entre les deux équipes.

Le championnat de France de rugby à XV de première division 1926-1927 est remporté par le Stade toulousain  qui bat le Stade français en finale. Auparavant, les Toulousains avaient perdu leur titre de champion des Pyrénées au profit du SC Albi.
Le Stade toulousain remporte un cinquième titre de champion de France en six ans.

## Contexte
Le Tournoi des cinq nations 1927 est remporté par l'Irlande et l'Écosse, la France est dernière.

## Poules de cinq
Les deux premiers de chaque poule se qualifient pour les poules de quatre. Chaque équipe rencontre ses adversaires une seule fois (pas d'aller-retour), 3 points pour une victoire, 2 pour un nul et 1 pour une défaite.
- Poule A : FC Lézignan 11 pts, SC Albi 10 pts, RC Toulon 7 pts, SA Angoulême 6 pts, US Dax 6 pts,
- Poule B : AS Béziers 10 pts, UA Libourne 10 pts, SU Agen 9 pts, AS Soustons 7 pts, SU Cavaillon 4 pts
- Poule C : Section paloise 12 pts, SA Bordeaux 10 pts, AS Montferrand 8 pts, Toulouse OEC 6 pts, CA Brive 4 pts
- Poule D : Stade français 12 pts, Stadoceste tarbais 10 pts, Stade bordelais 8 pts, Biarritz olympique 6 pts, CA Périgueux 4 pts
- Poule E : FC Grenoble 10 pts, Stade hendayais 10 pts, AS Carcassonne 10 pts, CS Pamiers 6 pts, CASG 4 pts
- Poule F : Stade toulousain 12 pts, US Perpignan 10 pts, CA Bègles 8 pts, SAU Limoges 6 pts, CA Villeneuve 4 pts
- Poule G : US Cognac 11 pts, RC Narbonne 8 pts, FC Lourdes 8 pts, US Montauban 7 pts, Aviron bayonnais 6 pts
- Poule H : US Quillan 12 pts, Racing CF 8 pts, Lyon OU 8 pts, SC Mazamet 6 pts, Boucau Stade 6 pts

Des matchs de barrage sont nécessaires pour départager les clubs ex aequo dans trois poules:
- Poule E : FC Grenoble bat Stade Hendayais 12 à 10
- Poule G : RC Narbonne bat FC Lourdes 6 à 3
- Poule H : Racing CF bat Lyon OU 19 à 6

## Poules de quatre
Le vainqueur de chaque poule se qualifient pour les demi-finales.
- Poule A : Stade toulousain 8 pts, AS Carcassonne 8 pts, Racing CF 5 pts, UA Libourne 3 pts
- Poule B : Section paloise 9 pts, Stado Tarbes 7 pts, SC Albi 5 pts, AS Béziers 3 pts
- Poule C : SA Bordeaux 8 pts, US Perpignan 7 pts, US Cognac 5 pts, US Quillan 4 pts
- Poule D : Stade français 7 pts, FC Lézignan 7 pts, RC Narbonne 7 pts, FC Grenoble 3 pts

Des matchs de barrage sont nécessaires pour départager les clubs ex aequo dans deux poules:
- Poule A : Stade toulousain bat AS Carcassonne 6 à 0
- Poule D : Stade français bat RC Narbonne 10 à 8 et FC Lézignan 11 à 5

## Demi-finales
- à Pau (Stade de la Croix du Prince) : Stade toulousain bat SA Bordeaux 34 à 9
- à Bordeaux : Stade français bat Section paloise 12 à 0[2]

## Finale
| Équipes          | Stade toulousain - Stade français |
| Score            | 19-9 (5-5) |
| Date             | 29 mai 1927 |
| Stade            | Stade des Ponts Jumeaux, Toulouse |
| Arbitre          | Louis Capelle |
| Les équipes      | |
| Stade toulousain | Gabriel Serres, Gabriel Gras, Gabriel Griotteray, André Camel, Pierre Peyronnel, Alex Bioussa, Maurice Latrille, Marcel Camel, Bernard Bergès, René Corbarrieu, Clément Dulaurens, François Borde, René Salinié, François Raymond, Louis Magnol |
| Stade français   | Pierre Lassau, René Laffond, Paul Olivary, Chaya Leib Herzowitz, Richard Majérus, Branca, Pierre Moureu, Jean Duhau, Georges Daudignon, André Verger, Adolphe Jauréguy, Jean Saint-Germain, Henri Bernadac, Robert Houdet, Louis Courtejaire    |
| Points marqués   | |
| Stade toulousain | 5 essais de Dulaurens (2), Borde, Bergès, A.Camel 2 transformations de Salinié |
| Stade français   | 1 essai de Daudignon 1 transformation de Herzowitz 1 drop de Verger |